# Малхасянц Степан
Степан Саркісович Малхасянц (вірм. Ստեփան Սարգսի Մալխասյանց; 7 листопада [25 жовтня] 1857 — 21 липня 1947) — визначний вірменський філолог, лінгвіст і лексикограф, автор праць з класичної вірменської мови, автор «Тлумачного словника вірменської мови», тлумач і перекладач творів давньовірменських авторів сучасною вірменською мовою. Академік Академії наук Вірменської РСР (1943). Лауреат Сталінської премії першого ступеня (1946).

## Життєпис

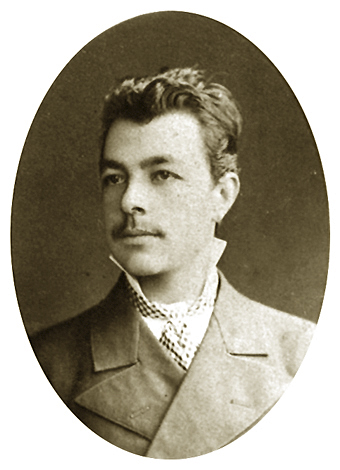
Степан Малхасянц
у студентські роки.

Степан Малхасянц народився в місті Ахалцихе Російської імперії (нині — Республіка Грузія) в 1857 році. Початкову освіту здобув у Церковно-приходській вірменської школі Карепетяна в Ахалцихе. З 1874 по 1878 роки навчався в духовній семінарії Геворкяна в Ечміадзіні (Вірменія). В останній рік навчання в Семінарії був прийнятий на факультет сходознавства Санкт-Петербурзького Імператорського університету. Був учнем К. Патканяна. У 1889 році закінчив Університет як фахівець у галузі вірменської мови, санскриту та грузинської мови, отримавши вчений ступінь кандидата.
По закінченні навчання Степан Малхасянц викладав вірменську мову в школах і писав статті в періодичних та академічних журналах. Повернувшись до Закавказзя, він почав викладати в Церковно-приходській школі Карапетяна, а пізніше в Гімназії Єгіазаряна в Ахалцихе, а потім в Духовних семінаріях Нерсесяна, Овнаняна і Гаяняна в Тифлісі і в Духовній семінарії Геворкяна у Вагаршапаті.
Після заснування в лютому 1920 року Єреванського державного університету Степан Малхасянц викладав на факультеті історії та лінгвістики і був першим викладачем, що прочитав першу лекцію в новоствореному Університеті.
У 1940 році Степан Малхасянц був удостоєний звання доктора наук у галузі філологічних наук honoris causa. В 1943 році С. Малхасянц брав участь у заснуванні Академії наук Вірменської РСР і був обраний її членом.
Степан Малхасянц помер в 1947 році в Єревані у віці 89 років.

## Наукові праці

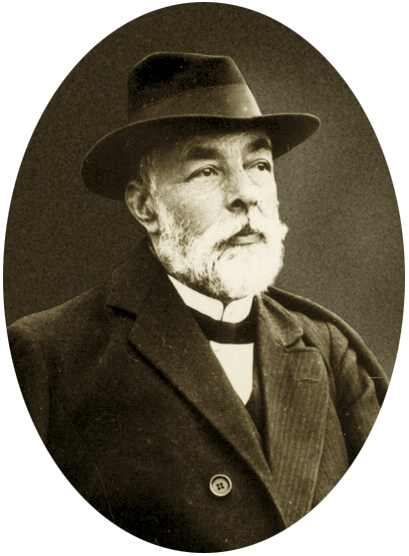
Степан Малхасянц
у 1940-ві роки.

Степан Малхасянц активно цікавився вивченням класичної та середньовічної історіографії Вірменії ще до закінчення Санкт-Петербурзького імператорського університету. У 1885 році С. Малхасянц опублікував своє перше критичне видання «Всесвітньої історії», написаної істориком XI століття Асохіком — Степаносом Таронаци. Пізніше він опублікував кілька інших критичних видань текстів вірменських істориків, включаючи «початкові історії» Вірменії Фавстоса Бузанда (1896), Себеоса (1899), Лазаря Парпеци (1904) і Мойсея Хоренаці (1940). До Мойсея Хоренаці С. Малхасянц відчував особливий інтерес і опублікував понад 50 наукових праць «Батька Вірменської історії» у вигляді книг, статей і монографій. У наступні роки С. Малхасянцем були написані праці з граматики грабара (класичної вірменської мови) і ашхарабара (сучасної вірменської мови). Найважливішими дослідженнями Степана Малхасянца в галузі мовознавства є роботи «Відмінювання і префікси грабара» (1891) та «Узгодження грабара» (1892), які довгі роки служили посібниками для вивчення грабара. У передмові до роботи «Узгодження грабара» С. Малхасянц досліджував питання походження різних діалектів вірменської мови і прийшов до висновку, що діалекти існували ще до створення вірменського алфавіту, а грабар був одним з них (Араратський діалект), який піднявся до рівня літературної мови. У 1958 році було опубліковано його переклад російською мовою історичної праці «Джамбр» Католікоса XVIII століття Сімеона Єреванци.
У 1944—1945 роках Степан Малхасянц завершив свою монументальну працю — «Тлумачний словник вірменської мови» в чотирьох томах — який був удостоєний Сталінської премії (1946). Словник, над яким С. Малхасянц почав працювати в 1922 році, максимально повно охоплює лексику давньо-, середньо- і обох нововірменських літературних мов (східного і західного), а також численних вірменських діалектів. С. Малхасянц досліджував запозичення, як нові, так і старі, включаючи запозичені слова з перської, грецької, асирійської, російської мов, івриту та інших, навівши приклади їх вживання і тлумачення. В цілому «Тлумачний словник вірменської мови» охоплює близько 120.000 слів, і до цих пір він не втратив своєї значимості.

## Перекладацька діяльність
Степан Малхасянц також займався перекладами творів з іноземних мов вірменською мовуою. Крім п'єс Вільяма Шекспіра (включаючи «Король Лір» (1887) і «Макбет») (1892), він також переклав роман німецького єгиптолога і письменника Георга Еберса (Georg Ebers) «Адже я людина» (Homo sum) (1898).

## Родина
Незабаром після закінчення Університету Степан Малхасянц одружився з Сатенік Павлівною Бенклян, з якою прожив усе своє життя. У подружжя було шестеро дітей.

## Нагороди
- Орден Леніна (24.11.1945).
- Сталінська премія першого ступеня (1946) — за капітальну працю «Тлумачний словник вірменської мови» (1944).

Доповідь Степана Малхасянца послужила підставою для вибору кольорів державного прапора Вірменії під час недовгого періоду її незалежності (1918—1921). Після здобуття Вірменією незалежності в результаті розпаду Радянського Союзу, цей прапор знову став державним символом.

## Пам'ять

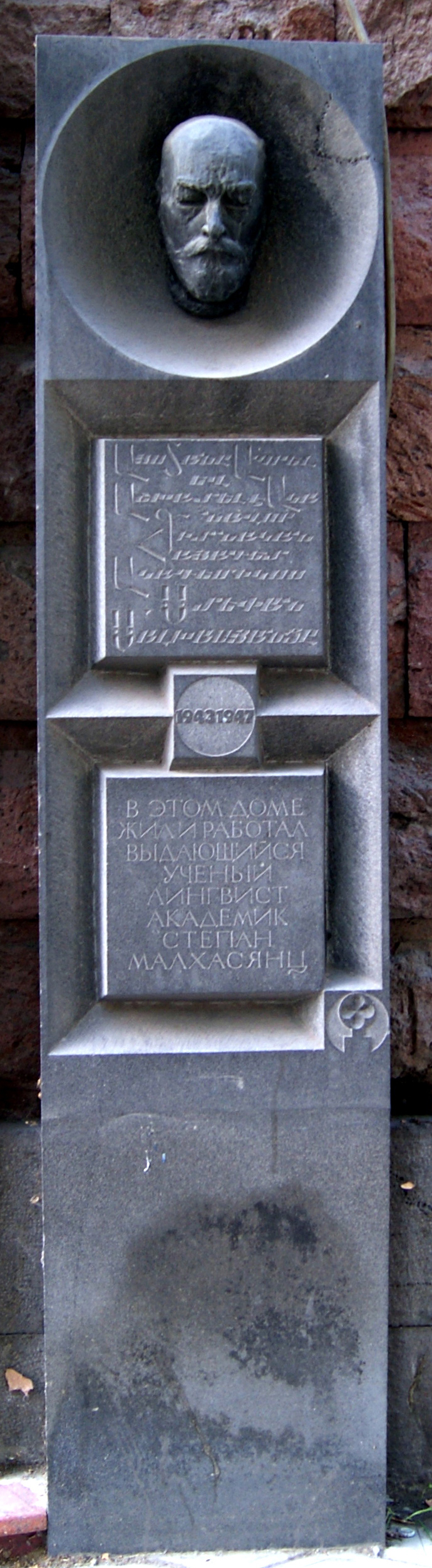

У пам'ять про Степана Саркісовича Малхасянце встановлена меморіальна дошка на будинку, де він жив у 1943—1947 роках (будинок № 9 по проспекту Месропа Маштоца в Єревані).